# Alpha, Beta, Unlimited
Alpha, Beta e Unlimited sono i nomi delle prime tre espansioni del gioco di carte collezionabili Magic: l'Adunanza.
Alpha (la prima) fu pubblicata nell'agosto 1993. Non ci volle molto tempo perché il mondo si appassionasse alle meccaniche del nuovo gioco. Alpha si esaurì quindi in pochissimo tempo e due mesi dopo arrivò Beta (la ristampa). Per questo evento vennero aggiunte 7 carte (facendole diventare 302) e alcuni errori furono corretti. Dopo altri due mesi nacque Unlimited, che venne stampata con i bordi delle carte bianchi. Questa particolarità rimase come una specie di marchio di fabbrica per tutti i set base successivi, e per gli altri set di ristampa speciali in genere che non introducessero nuove carte nel gioco; questo fino alla Decima Edizione, che venne stampata di nuovo coi bordi delle carte neri. A parte i bordi, Beta e Unlimited sono identici.

## Carte rilevanti
Le carte più costose sono comprese in queste edizioni, in cui sono state stampate le Power Nine e le Dual lands, terre base di due sottotipi anziché uno.
Con il passare del tempo la difficile reperibilità delle vecchie carte mai più ristampate ha fatto lievitare i prezzi (vedi caso del Black Lotus, che ha raggiunto prezzi esorbitanti), relegando quindi tali carte a pezzi principalmente per pochi collezionisti.